# Clément de La Rovère
Pour les autres membres de la famille, voir Famille Della Rovere.
Clément de La Rovère, francisation de Clemente Grosso della Rovere, né en 1462 à Savone et décédé le 18 août 1504 à Rome, est un ancien évêque puis cardinal italien.

## Biographie
Clément de la Rovère est issu de la famille Della Rovere, il est le second fils d'Antonio Grosso et de Maria Basso della Rovere. Il est donc parent des papes Sixte IV (Maria est la nièce du pape) et Jules II (Maria est la cousine germaine du pape). Lorsque ce dernier retourne en Italie en 1483, il laisse l'évêché de Mende à son neveu Clément.
Élu le 17 octobre 1483 ce n'est qu'en octobre 1485 que Clément de la Rovère arrive au siège épiscopal. À ce moment-là, les vieilles querelles entre les consuls de Mende et l'évêché resurgissent, les premiers cités ayant peur de voir disparaître ce privilège. Ainsi ils barricadent les portes de Mende, afin que l'évêque ne puisse y accéder. À cette époque les évêques utilisaient principalement leur château de Balsièges comme résidence (celui de Chanac étant la résidence d'été). Il ne rentre dans Mende qu'au bout d'une quinzaine de jours. Cependant la famille della Rovere recouvrera la pleine autorité par avis du Roi en 1492. Le titre de consul est maintenu en place du traditionnel titre de syndic.

Le sceau de Clément de La Rovère, dans le catalogue des bulles et sceaux conservés aux archives départementales du Vaucluse.

Il fut Lieutenant-général du légat d'Avignon et recteur du Comtat Venaissin à Carpentras de 1495 à 1502.
En 1500, il est Primicier de l'Université d'Avignon.
Son oncle devenu pape, Clément est nommé cardinal avec le titre de Saint Clément, puis de la basilique des Saints-Apôtres, le 29 novembre 1503, et retournera alors à Rome, cédant sa place d'évêque de Mende à son frère François de la Rovère, et y meurt le 18 août 1504.

## Ses œuvres
En 1487, il fit faire ajouter deux travées à la cathédrale de Mende.